# 이나오 가즈히사
이나오 가즈히사(일본어: 稲尾 和久, 1937년 6월 10일 ~ 2007년 11월 13일)는 일본의 전 프로 야구 선수이자 야구 감독, 야구 해설가·평론가이다.
통칭은 철완(鉄腕), 애칭은 사이짱(サイちゃん).

## 출신 학교
- 오이타 현립 벳푸미도리가오카 고등학교

## 선수 경력
- 니시테쓰 라이온스(1956년 ~ 1969년)

## 지도자·기타 경력
- 니시테쓰 라이온스·다이헤이요 클럽 라이온스 감독(1970년 ~ 1974년)
- RKB 마이니치 방송 야구 해설 위원(1975년 ~ 1977년, 2000년 ~ 2007년)
- 주니치 드래건스 투수 코치(1978년 ~ 1980년)
- 아사히 방송 야구 해설 위원(1981년 ~ 1983년)
- 롯데 오리온스 감독(1984년 ~ 1986년)
- 닛칸 스포츠·아사히 방송 야구 해설 위원(1987년 ~ 1999년)

※ 그 외에도 프로 야구 마스터스 리그인 후쿠오카 돈타크스(福岡ドンタクズ) 감독을 지냄.

## 수상·타이틀 경력

### 타이틀
- 다승왕 : 4회(1957년, 1958년, 1961년, 1963년)
- 최고 승률 : 2회(1957년, 1961년)
- 최고 평균자책점 : 5회(1956년 ~ 1958년, 1961년, 1966년)[1]
- 최다 탈삼진(당시는 타이틀이 아님) : 3회(1958년, 1961년, 1963년) ※퍼시픽 리그에서는 1989년부터 타이틀로 제정됨.
- 최다 선발승 : 5회(1957년 23, 1958년 22, 1961년 24, 1962년 17, 1963년 18)

### 수상
- 신인왕(1956년)
- 최우수 투수 : 2회(1957년, 1958년)
- MVP : 2회(1957년, 1958년)
- 베스트 나인 : 5회(1957년, 1958년, 1961년 ~ 1963년)[2]
- 일본 시리즈 MVP : 1회(1958년)
- 일본 시리즈 감투상 : 2회(1956년, 1963년)
- 일본 시리즈 최우수 투수상 : 3회(1956년 ~ 1958년)
- 일본 야구 명예의 전당 헌액자(1993년)
- 욱일소수장(사망일의 2007년 11월 13일부로 추서)

## 주요 기록

### 정규 시즌
- 동일 시즌 최다 연승 : 20연승(1957년)
- 최초 퍼시픽리그 선발 20승: 1957년 9월 18일 다이에이전(헤이와다이)(2-1 완투승)
- 최다 연승 : 20연승(1957년)[3]
- 월간 최다승 : 11승(1962년 8월)
- 시즌 최다승 : 42승(1961년)[4]
- 시즌 30승 이상 : 3년 연속 포함한 4회(1957년 ~ 1959년, 1961년) ※연속 횟수 프로 야구 기록.
- 시즌 20승 이상 : 8년 연속 8회(1956년 ~ 1963년)[5]
- 선발 20승 이상 : 1957년 23, 1958년 22, 1961년 24
- 시즌 최다 탈삼진 : 353개(1961년) ※퍼시픽 리그 기록.
- 시즌 최다 등판 : 78경기(1961년) ※퍼시픽 리그 기록.
- 시즌 평균자책점 : 1.06(1956년) ※퍼시픽 리그 기록·신인 기록.
- 시즌 최다 투구회 : 404회(1961년) ※퍼시픽 리그 기록.
- 시즌 최다 피안타 : 358개(1963년) ※퍼시픽 리그 기록.

### 일본 시리즈
- 통산 완투 : 9회(시리즈 기록)
- 통산 승리 : 11승(시리즈 타이 기록)[6]
- 시리즈 등판 경기 : 6경기(1956년, 1958년)[7]
- 시리즈 완투 : 4회(1958년)[8]
- 시리즈 승리 : 4승(1958년)[9]
- 시리즈 투구 이닝 : 47이닝(1958년) ※시리즈 기록.
- 시리즈 누적 투구수: 578구(1958년) ※시리즈 기록.
- 시리즈 피안타 : 30개(1958년) ※시리즈 기록.
- 시리즈 탈삼진 : 32개(1958년) ※시리즈 기록.
- 시리즈 연속 이닝 무실점 : 26이닝(1958년)[10]
- 시리즈 자책점 : 12점(1963년)[11]

### 올스타전
- 올스타전 출장 : 7회(1957년 ~ 1959년, 1961년 ~ 1963년, 1966년)
- 올스타전 탈삼진 : 10개(1958년)[12]

## 등번호
- 24(1956년 ~ 1972년)
- 81(1973년 ~ 1974년)
- 63(1978년 ~ 1980년)
- 71(1984년)
- 72(1985년 ~ 1986년)

## 통산 성적

### 연도별 투수 성적
| 연도        | 소속        | 등 판 | 선 발 | 완 투 | 완 봉 | 무 볼 넷 | 승 리 | 패 전 | 세 이 브 | 홀 드 | 승 률 | 타 자 | 투 구 회 | 피 안 타 | 피 홈 런 | 볼 넷 | 고의 사구 | 死 구 | 탈 삼 진 | 폭 투 | 보 크 | 실 점 | 자 책 점 | 평균 자책점 | WHIP |
| ----------- | ----------- | ----- | ----- | ----- | ----- | -------- | ----- | ----- | -------- | ----- | ----- | ----- | -------- | -------- | -------- | ----- | --------- | ----- | -------- | ----- | ----- | ----- | -------- | ----------- | ---- |
| 1956년      | 니시테쓰    | 61    | 22    | 6     | 3     | 1        | 21    | 6     | --       | --    | .778  | 981   | 262.1    | 153      | 2        | 73    | 4         | 8     | 182      | 2     | 1     | 47    | 31       | 1.06        | 0.89 |
| 1957년      | 니시테쓰    | 68    | 33    | 20    | 5     | 3        | 35    | 6     | --       | --    | .854  | 1419  | 373.2    | 243      | 14       | 76    | 8         | 7     | 288      | 1     | 2     | 72    | 57       | 1.37        | 0.87 |
| 1958년      | 니시테쓰    | 72    | 31    | 19    | 6     | 4        | 33    | 10    | --       | --    | .767  | 1432  | 373.0    | 269      | 8        | 76    | 9         | 4     | 334      | 2     | 0     | 74    | 59       | 1.42        | 0.94 |
| 1959년      | 니시테쓰    | 75    | 30    | 23    | 5     | 2        | 30    | 15    | --       | --    | .667  | 1568  | 402.1    | 300      | 14       | 82    | 17        | 9     | 321      | 1     | 0     | 86    | 74       | 1.66        | 0.97 |
| 1960년      | 니시테쓰    | 39    | 24    | 19    | 3     | 3        | 20    | 7     | --       | --    | .741  | 973   | 243.0    | 211      | 15       | 51    | 4         | 4     | 179      | 0     | 0     | 80    | 70       | 2.59        | 1.09 |
| 1961년      | 니시테쓰    | 78    | 30    | 25    | 7     | 6        | 42    | 14    | --       | --    | .750  | 1554  | 404.0    | 308      | 22       | 72    | 20        | 6     | 353      | 3     | 0     | 93    | 76       | 1.69        | 0.96 |
| 1962년      | 니시테쓰    | 57    | 29    | 23    | 6     | 7        | 25    | 18    | --       | --    | .581  | 1276  | 320.2    | 281      | 27       | 56    | 8         | 4     | 228      | 1     | 0     | 98    | 82       | 2.30        | 1.06 |
| 1963년      | 니시테쓰    | 74    | 34    | 24    | 2     | 5        | 28    | 16    | --       | --    | .636  | 1558  | 386.0    | 358      | 26       | 70    | 9         | 10    | 226      | 1     | 1     | 121   | 109      | 2.54        | 1.13 |
| 1964년      | 니시테쓰    | 6     | 2     | 0     | 0     | 0        | 0     | 2     | --       | --    | .000  | 59    | 11.1     | 18       | 2        | 9     | 0         | 0     | 2        | 0     | 0     | 13    | 13       | 10.32       | 2.38 |
| 1965년      | 니시테쓰    | 38    | 25    | 13    | 2     | 1        | 13    | 6     | --       | --    | .684  | 869   | 216.0    | 191      | 16       | 50    | 3         | 4     | 101      | 0     | 0     | 71    | 57       | 2.38        | 1.13 |
| 1966년      | 니시테쓰    | 54    | 11    | 2     | 2     | 1        | 11    | 10    | --       | --    | .524  | 711   | 185.2    | 134      | 11       | 23    | 1         | 5     | 134      | 0     | 1     | 45    | 37       | 1.79        | 0.87 |
| 1967년      | 니시테쓰    | 46    | 9     | 3     | 1     | 0        | 8     | 9     | --       | --    | .471  | 513   | 129.0    | 114      | 11       | 22    | 3         | 5     | 87       | 1     | 0     | 40    | 38       | 2.65        | 1.09 |
| 1968년      | 니시테쓰    | 56    | 14    | 2     | 1     | 1        | 9     | 11    | --       | --    | .450  | 754   | 195.0    | 168      | 22       | 32    | 2         | 5     | 93       | 0     | 0     | 68    | 60       | 2.77        | 1.05 |
| 1969년      | 니시테쓰    | 32    | 10    | 0     | 0     | 0        | 1     | 7     | --       | --    | .125  | 399   | 97.0     | 92       | 9        | 27    | 2         | 2     | 46       | 0     | 0     | 36    | 30       | 2.78        | 1.25 |
| 통산 : 14년 | 통산 : 14년 | 756   | 304   | 179   | 43    | 34       | 276   | 137   | --       | --    | .668  | 14066 | 3599.0   | 2840     | 199      | 719   | 90        | 73    | 2574     | 12    | 5     | 944   | 793      | 1.98        | 1.01 |

- 굵은 글씨는 시즌 최고 성적, 붉은색 글씨는 일본 프로 야구 역대 최고 성적.
- 2000이닝 이상을 던지면서 통산 평균자책점이 1점대를 기록한 투수는 4명 밖에 없지만 이나오 이외의 3명(후지모토 히데오 1.90, 노구치 지로 1.96, 와카바야시 다다시 1.99)은 볼이 날지 않으면서 투수가 유리하다고 말해진 전쟁 전과 전쟁 중의 시대를 경험하고 있는 투수들이며 이들 4명 중에서는 투구 횟수가 가장 많다.

### 감독으로서의 팀 성적
| 연도       | 소속                 | 순위       | 경기 | 승리 | 패전 | 무승부 | 승률 | 승차                         | 팀 홈런                      | 팀 타율                      | 팀 평균자책점                | 연령                         |
| ---------- | -------------------- | ---------- | ---- | ---- | ---- | ------ | ---- | ---------------------------- | ---------------------------- | ---------------------------- | ---------------------------- | ---------------------------- |
| 1970년     | 니시테쓰· 다이헤이요 | 6위        | 130  | 43   | 78   | 9      | .355 | 34                           | 137                          | .225                         | 4.12                         | 33세                         |
| 1971년     | 니시테쓰· 다이헤이요 | 6위        | 130  | 38   | 84   | 8      | .311 | 43.5                         | 114                          | .231                         | 4.31                         | 34세                         |
| 1972년     | 니시테쓰· 다이헤이요 | 6위        | 130  | 47   | 80   | 3      | .370 | 32.5                         | 110                          | .242                         | 4.12                         | 35세                         |
| 1973년     | 니시테쓰· 다이헤이요 | 4위        | 130  | 59   | 64   | 7      | .480 | 3위·4위                      | 116                          | .239                         | 3.58                         | 36세                         |
| 1974년     | 니시테쓰· 다이헤이요 | 4위        | 130  | 59   | 64   | 7      | .480 | 3위·4위                      | 90                           | .235                         | 3.46                         | 37세                         |
| 1984년     | 롯데                 | 2위        | 130  | 64   | 51   | 15     | .557 | 8.5                          | 149                          | .275                         | 4.22                         | 47세                         |
| 1985년     | 롯데                 | 2위        | 130  | 64   | 60   | 6      | .516 | 15                           | 168                          | .287                         | 4.80                         | 48세                         |
| 1986년     | 롯데                 | 4위        | 130  | 57   | 64   | 9      | .471 | 13                           | 171                          | .281                         | 4.34                         | 49세                         |
| 통산 : 8년 | 통산 : 8년           | 통산 : 8년 | 1040 | 431  | 545  | 64     | .442 | A클래스 : 2회, B클래스 : 6회 | A클래스 : 2회, B클래스 : 6회 | A클래스 : 2회, B클래스 : 6회 | A클래스 : 2회, B클래스 : 6회 | A클래스 : 2회, B클래스 : 6회 |

- 1973년 ~ 1974년은 전·후기 시즌이었으며, 순위는 전·후기 경기를 합산.

## 같이 보기
- 1956년 일본 시리즈
- 1958년 일본 시리즈